# Бакай (Актюбинская область)
Бакай (каз. Бақай) — упразднённое село в Хромтауском районе Актюбинской области Казахстана. Входило в состав Табантальского сельского округа. Код КАТО — 156049103. Упразднено в 2019 г.

## Население
В 1999 году население села составляло 305 человек (161 мужчина и 144 женщины). По данным переписи 2009 года, в селе проживало 117 человек (63 мужчины и 54 женщины).